# Cugini di Campagna
Die Cugini di Campagna (italienisch für „Cousins vom Land“) sind eine italienische Popgruppe aus Rom, die vor allem in den 1970er-Jahren erfolgreich war.

## Bandgeschichte
Die Band wurde 1970 in Rom gegründet und bestand ursprünglich aus den Brüdern Ivano und Silvano Michetti (Gitarre bzw. Schlagzeug) sowie dem Sänger Flavio Paulin und dem Keyboarder Gianni Fiori (1973 ersetzt durch Giorgio Brandi). Hinter ihnen stand die Plattenfirma Pull von Bruno Zambrini und Gianni Meccia, die mit der Namensgebung Cugini di Campagna musikalisch zunächst auf Folk setzte. Kennzeichnend waren bei ihren Auftritten der Falsettgesang, die knallbunten Outfits und die toupierten Frisuren. Sie setzten sich sowohl von den Bands der gerade abflauenden Beat-Welle als auch von den aufkommenden Progressive-Rock-Gruppen ab.
Die Debütsingle Il ballo di Peppe stellte die Band 1970 in der populären Fernsehsendung Alto gradimento von Gianni Boncompagni und Renzo Arbore vor. Da der erhoffte Erfolg ausblieb, orientierte sich die Band musikalisch neu und verabschiedete sich vom Folk. Mit einem melodischen Pop und stärkerer Beteiligung der Bandmitglieder am Songwriting gelang schließlich der Durchbruch: 1973 veröffentlichten die Cugini di Campagna die Single Anima mia, die mit ihrem klischeehaften Text über jugendlichen Liebeskummer genau den Nerv der Zeit traf. Das Lied machte die Band auf einen Schlag in ganz Italien berühmt und stieg 1974 bis auf Platz eins der italienischen Singlecharts. Es war die zweiterfolgreichste Single jenes Jahres.
Weitere erfolgreiche Singles der Band aus jener Zeit waren Innamorata (1974), 64 anni, Un’altra donna (1975), È lei und Preghiera (1976). Nach Conchiglia bianca (1977) verließ Sänger Flavio Paulin die Band, der sie bis dahin mit seinem charakteristischen Gesang geprägt hatte. Er wurde zunächst durch Paul Manners, ab 1985 durch Gianni Occhetti ersetzt. In den 1980er-Jahren konnte die Band keine nennenswerten Erfolge mehr erzielen, blieb jedoch aktiv und gab regelmäßig Konzerte. Mit Nick Luciani erhielt die Band 1994 wieder einen neuen Sänger. 1997 stießen Fabio Fazio und Claudio Baglioni in einer Anima mia genannten Fernsehshow über die Musik der 1970er-Jahre ein Revival der Band an, die dabei als fester Studiogast in Erscheinung trat.
Die Band blieb auch im neuen Jahrtausend aktiv und veröffentlichte gelegentlich neue Musik. Luca Storelli hatte in der Zwischenzeit Giorgio Brandi am Keyboard ersetzt, 2011 wurde er wiederum durch Tiziano Leonardi ersetzt. 2014 stieg Sänger Luciani aus und Daniel Colangeli trat an seine Stelle, schon 2021 kehrte Luciani wieder zurück. In dieser Besetzung nahm die Band, mehr als 50 Jahre nach ihrer Gründung, am Sanremo-Festival 2023 mit dem Lied Lettera 22 teil.

## Diskografie (Auswahl)

### Alben
| Jahr | Titel                 | Höchstplatzierung, Gesamtwochen, AuszeichnungChartsChartplatzierungen (Jahr, Titel, Platzierungen, Wochen, Auszeichnungen, Anmerkungen) | Anmerkungen |
| Jahr | Titel                 | IT | Anmerkungen |
| ---- | --------------------- | --- | ----------- |
| 1975 | Un’altra donna        | IT16 (14 Wo.)IT |             |
| 1976 | Preghiera             | IT18 (10 Wo.)IT |             |
| 1997 | Anima mia             | IT11 (8 Wo.)IT |             |
| 1997 | La nostra vera storia | IT18 (4 Wo.)IT |             |

Weitere Alben
- 1972 – I Cugini di Campagna
- 1973 – Anima mia
- 1976 – È lei
- 1977 – Tu sei tu
- 1978 – Dentro l’anima… e qualcosa dei giorni passati
- 1980 – Meravigliosamente
- 1981 – Metallo
- 1982 – Gomma
- 1991 – Kimera
- 1998 – Amor mio
- 1999 – La storia
- 1999 – Sarà
- 2002 – Una storia infinita
- 2006 – Sapessi quanto e la storia continua
- 2011 – Mi manchi tu… da 40 anni

### Singles
| Jahr | Titel Album                 | Höchstplatzierung, Gesamtwochen, AuszeichnungChartsChartplatzierungen (Jahr, Titel, Album, Platzierungen, Wochen, Auszeichnungen, Anmerkungen) | Anmerkungen                           |
| Jahr | Titel Album                 | IT | Anmerkungen                           |
| ---- | --------------------------- | --- | ------------------------------------- |
| 1974 | Anima mia                   | IT1 (27 Wo.)IT | erschienen 1973                       |
| 1974 | Innamorata Un’altra donna   | IT3 (20 Wo.)IT |                                       |
| 1975 | Un’altra donna              | IT2 (20 Wo.)IT |                                       |
| 1975 | 64 anni Preghiera           | IT10 (15 Wo.)IT |                                       |
| 1976 | Preghiera                   | IT8 (18 Wo.)IT |                                       |
| 1976 | È lei                       | IT15 (8 Wo.)IT |                                       |
| 1977 | Conchiglia bianca Tu sei tu | IT8 (12 Wo.)IT |                                       |
| 1980 | Meravigliosamente           | IT6 (14 Wo.)IT |                                       |
| 1981 | No tu no Metallo            | IT14 (8 Wo.)IT |                                       |
| 2023 | Lettera 22 –                | IT29 (4 Wo.)IT | Beitrag für das Sanremo-Festival 2023 |

## Belege
1. 1 2 3 4  Biografia di Cugini di Campagna. In: Rockol.it. Abgerufen am 18. Januar 2023 (italienisch).
2. 1 2 3  Ezio Guaitamacchi: 1000 canzoni che ci hanno cambiato la vita. Rizzoli, Mailand 2009, ISBN 978-88-17-03392-3, „I Cugini di Campagna – Anima mia“.
3. ↑  Guido Racca: M&D Top 100 Year-End: Singoli & Album 1960-2018. Selbstverlag, 2019, ISBN 978-1-980329-12-1, S. 50.
4. ↑  Chartquellen (Alben):
  - Guido Racca: M&D Borsa Album 1964-2019. Selbstverlag, 2019, ISBN 978-1-09-470500-2, S. 146 f.
  - Guido Racca & Chartitalia: Top 100 FIMI Album. Lulu, 2013, S. 93.
5. ↑  Guido Racca: M&D Borsa Singoli 1960-2019. Selbstverlag, 2019, ISBN 978-1-09-326490-6, S. 171 f.